# Первый корпус Северовирджинской армии
Первый Корпус Северовирджинской армии (англ. The First Corps, Army of Northern Virginia) иначе известный как «корпус Лонгстрита» представлял собой один из корпусов армии Конфедерации во время американской гражданской войны. Он был сформирован в начале 1861 года и действовал до весны 1865, преимущественно на восточном театре. Корпусом вначеле командовал Пьер Борегар, затем — Джеймс Лонгстрит. Корпус принял участие почти во всех крупных сражениях восточного театра, а также недолго сражался в Теннесси. Он был расформирован вскоре после капитуляции генерала Ли при Аппомматоксе.

## Формирование
Первый корпус первоначально представлял собой отдельную армию (Конфедеративную Потомакскую армию), которой командовал Пьер Борегар. Под названием «Потомакская армия» он принял участие в первом сражении при Бул-Ране, затем был объединен с Армией Шенандоа. Теперь Потомакская армия состояла из двух «крыльев»: первого, которым продолжал командовать Борегар, и второго, которым командовал генерал-майор Густавус Смит. Генерал Джозеф Джонстон командовал всей армией.
1 июня 1862 года генерал Ли принял командование Потомакской армией и вскоре переименовал её в Северовирджинскую армию. Эта армия тоже состояла из двух крыльев (термин «корпус» был принят в сентябре 1862): первым командовал Лонгстрит, вторым — Джексон. Такое положение сохранялось до мая 1863 года, когда Джексон погиб и генерал Ли создал дополнительный Третий корпус, передав ему одну из дивизий Первого корпуса. Лонгстрит командовал корпусом вплоть до Оверлендской кампании. В сражении в Глуши он был ранен, и командование временно принял Ричард Андерсон. С октября 1864 по конец войны корпусом снова командовал Лонгстрит.

## 1862
Перед сражением при Фредериксберге Первый Корпус состоял из двадцати бригад, сведенных в пять дивизий:
- Дивизия Лафайета Мак-Лоуза: бригады Джозефа Кершоу, Уильяма Барксдейла, Томаса Кобба, Пола Семмса и 4 батареи Генри Кэбелла.
- Дивизия Ричарда Андерсона: бригады Кадмуса Уилкокса, Уильяма Махоуна, Уинфилда Фетерстона, Эмброуза Райта и Эдварда Перри.
- Дивизия Джорджа Пикетта: бригады Ричарда Гарнетта, Льюиса Армистеда, Джеймса Кемпера, Мики Дженкинса и Монтгомери Корсе.
- Дивизия Джона Худа: бригады Эвандера Лоу, Джерома Робертсона, Джорджа Андерсона и Генри Беннинга.
- Дивизия Роберта Рансома: бригада Роберта Рэнсома и Джона Кука.

## 1863
Перед сражением при Геттисберге корпус насчитывал 21 031 человек. Он состоял из 12-ти бригад, сведенных в три дивизии. Ещё одна бригада (Монтгомери Корсе) была оставлена под Ричмондом и в сражении не участвовала.
- Дивизия Лафайета Мак-Лоуза(7138 человек)
  - Бригада Джозефа Кершоу, 6 южнокаролинских полков
  - Бригада Уильяма Барксдейла †, 4 миссиссипских полка
  - Бригада Пола Семмеса, 4 джорджианских полка
  - Бригада Уильяма Уоффорда, 5 джорджианских полков + 1 батальон снайперов
- Дивизия Джорджа Пикетта
  - Бригада Ричарда Гарнетта †, 5 вирджинских полков (включая полк Эппы Хантона)
  - Бригада Джеймса Кемпера, 5 вирджинских полков
  - Бригада Льюиса Армистеда †, 5 вирджинских полков
  - Бригада Дженкинса, 4 южнокаролинских полка (находилась в Ричмонде)
- Дивизия Джона Худа (7374 человек)
  - Бригада Эвандера Лоу, 5 алабамских полков
  - Техасская бригада Джерома Робертсона, 3 техасских + 3-й арканзасский пехотный полк
  - Бригада Джорджа Андерсона, 5 джорджианских полков
  - Бригада Генри Беннинга, 4 джорджианских полка